# Totò, Peppino et la Danseuse
Pour plus de détails, voir Fiche technique et Distribution.
Totò, Peppino et la Danseuse (Totò, Peppino e... la malafemmina) est un film italien réalisé par Camillo Mastrocinque, sorti en 1956.

## Synopsis
Oncle Antonio et oncle Peppino sont des propriétaires terriens aux alentours de Naples. Ce sont des gens simples partout connus comme les frères Caponi. Le fils de leur sœur Lucia, Gianni, étudiant en médecine à l'université de Naples, tombe amoureux d'une ballerine et actrice de théâtre. Quand celle-ci doit déménager à Milan pour son travail, il la suit à l'insu de sa famille. Seul Mezzacapa, le voisin des Caponi, est au courant et prévient sa famille. Totò, Peppino et Lucia partent donc à Milan pour trouver Gianni et le convaincre de quitter l'actrice pour mieux continuer ses études.
Lucia, se présentant au théâtre comme repasseuse, rencontre Marisa et par ses discours se rend compte qu'elle est vraiment amoureuse de Gianni. En même temps, Antonio et Peppino écrivent une lettre insultante à Marisa et la lui livrent avec une somme d'argent pour qu'elle soit « payée » et qu'elle laisse libre Gianni. Marisa, profondément humiliée, accepte la cour d'un homme riche et se rend avec lui au restaurant où Gianni travaille comme chanteur; celui-ci, la voyant avec un autre homme et ignorant tout ce que ses oncles ont fait, lui dédie la chanson Malafemmena (qui signifie en napolitain « mauvaise femme »). Dans le même restaurant, on trouvera Antonio et Peppino aussi, qui étaient allés se régaler avec les danseuses de la compagnie rencontrées au théâtre.
Finalement, l'intervention de Lucia arrangera tout; le film se termine avec Gianni et Marisa mariés et deux enfants qui passent leurs vacances chez la maman et les oncles, elle ayant quitté le théâtre pour devenir une « honnête » femme au foyer ; Antonio et Peppino en profitent pour apprendre à leur petit-neveu les « traditions de famille » (jeter des pierres contre les vitres du propriétaire voisin).

## Fiche technique
- Titre original  : Totò, Peppino e... la malafemmina
- Titre français : Totò, Peppino et la Danseuse ; Totò, Peppino et la Mauvaise Femme (titre alternatif)[1]
- Réalisation : Camillo Mastrocinque
- Scénario : Nicola Manzari, Edoardo Anton, Sandro Continenza et Francesco Thellung
- Photographie : Mario Albertelli
- Musique : Lelio Luttazzi
- Production : Isidoro Broggi et Renato Libassi
- Société de production : DDL
- Société de distribution : Cineriz
- Pays d'origine :  Italie
- Langue : italien
- Format : Noir et blanc - 35 mm - 1,37:1 - son mono
- Genre : comédie
- Durée : 106 minutes (1 h 46)
- Dates de sortie :
  - Italie : 14 août 1956
  - France : 5 mai 1962[1]

## Distribution
- Totò : Antonio Caponi
- Peppino De Filippo : Peppino Caponi
- Teddy Reno : Gianni Caponi, neveu d'Antonio et Peppino
- Dorian Gray : Marisa Florian
- Vittoria Crispo : Lucia Caponi, mère de Gianni
- Mario Castellani : Mezzacapa
- Nino Manfredi : Raffaele
- Luisa Ciampi : Giulietta

## Autour du film
La malafemmina (en français « mauvaise femme ») est Marisa. C'est Gianni qui la nomme ainsi quand il croit qu'elle le quitte pour pouvoir sortir avec des hommes bien plus riches que lui. Il ne sait pas qu'elle l'a quitté parce que ses oncles Antonio et Peppino lui ont demandé de le faire.
Ce film est centré sur le thème des différences nord-sud. Quand les oncles doivent entreprendre le voyage de Naples à Milan, ils croient devoir se couvrir pour se protéger du froid. C'est pourquoi il s'habillent pour le plein hiver comme une expédition au pôle nord, mais une fois à Milan, ils ont très chaud. Une fois arrivés à Milan, pour se faire comprendre, les oncles essayent de parler un mélange de français, d'anglais et d'allemand.